# Hephaestus adamsoni
Hephaestus adamsoni (tên tiếng Anh: Adamson's Grunter) là một loài cá thuộc họ Terapontidae. Nó là loài đặc hữu của hồ Kutubu thuộc hệ thống sông Kikori, Papua New Guinea.